# Vukovski Vrh
Vukovski Vrh je naselje v Občini Pesnica.